# Junta Fundadora da Segunda República

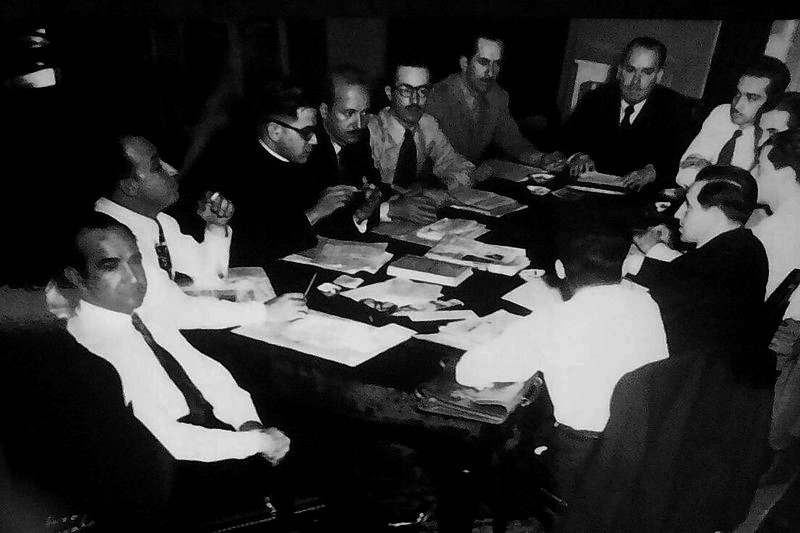
Membros da Junta.

A Junta Fundadora da Segunda República (em castelhano:  Junta Fundadora de la Segunda República) foi um governo de facto que existiu na República da Costa Rica de 8 de maio de 1948 a 8 de novembro de 1949, com a derrubada do presidente constitucional Teodoro Picado Michalski, por um grupo de revolucionários chefiados por José Figueres Ferrer.
Após o fim da Guerra Civil que durou 44 dias e os acordos de paz negociados na Embaixada Mexicana e na área de Ochomogo, conhecidos como Pacto de Ochomogo e Pacto da Embaixada do México, Picado concordou em renunciar e o vice-presidente Santos León Herrera assumiu o restante do mandato; um pouco mais de um mês até 8 de maio de 1948. Conforme acordado no Pacto Ulate-Figueres, Figueres governaria por decreto por 18 meses e depois o poder seria dado ao presidente eleito e alegado vencedor das eleições gerais costarriquenhas de 1948, Otilio Ulate Blanco.